# FC Canchungo
Der Futebol Clube de Canchungo, meist nur FC Canchungo und gelegentlich FC Cantchungo geschrieben, ist ein Sportverein aus der guineabissauischen Stadt Canchungo. Er ist besonders für seine Fußballmannschaft bekannt.

## Geschichte
Der Verein wurde am 1. Juli 1948 in der damaligen portugiesischen Kolonie Portugiesisch-Guinea gegründet.
Seine größten Erfolge erreichte der Klub erst nach der Unabhängigkeit Guinea-Bissaus 1974. So gewann er 2014 und 2017 den Landespokal Taça Nacional da Guiné-Bissau. 2017 gewann er danach auch den Supercup, die Super Taça Nacional, nachdem er den Meister Benfica de Bissau mit 1:0 schlug.
Nachdem Canchungo den Abbruch der Saison 2019/20 als Tabellenführer erleben musste (COVID-19-Pandemie), gelang dem Verein dann 2023 seine erste Meisterschaft im Campeonato Nacional da Guiné-Bissau, der höchsten Spielklasse des Landes. Mit seinem zweiten Pokalgewinn im gleichen Jahr gelang auch gleich das erste Double, dem mit dem Gewinn des folgenden Supercups auch noch das Triple folgte.

## Erfolge
- Guineabissauischer Meister:
- 2023
- Guineabissauischer Pokal:
  - 2014, 2017, 2023
- Guineabissauischer Supercup:
  - 2017, 2023